# Cédric Cambon
Cédric Cambon (Montpellier, 20 settembre 1986) è un ex calciatore francese, di ruolo difensore.

## Carriera

### Club
Ha giocato dal 2004 al 2007 al Montpellier. Nel 2007 passa ai bulgari del Liteks Loveč. Il 30 gennaio 2009 viene ufficializzato il suo passaggio a titolo definitivo all'Évian TG, con cui ottiene nel 2010 la promozione in Ligue 2 e nel 2011 la promozione in Ligue 1. Nella stagione 2011-2012 debutta in Ligue 1, collezionando 33 presenze e 3 reti. Nel luglio 2015 scende di categoria, passando al Le Havre.

### Nazionale
Ha collezionato 20 presenze ed una rete con la nazionale Under-20.

## Statistiche

### Presenze e reti nei club
Statistiche aggiornate al 1º ottobre 2020.
| Stagione            | Squadra             | Campionato          | Campionato | Campionato | Coppe nazionali | Coppe nazionali | Coppe nazionali | Coppe continentali | Coppe continentali | Coppe continentali | Altre coppe | Altre coppe | Altre coppe | Totale | Totale |
| Stagione            | Squadra             | Comp                | Pres       | Reti       | Comp            | Pres            | Reti            | Comp               | Pres               | Reti               | Comp        | Pres        | Reti        | Pres   | Reti   |
| ------------------- | ------------------- | ------------------- | ---------- | ---------- | --------------- | --------------- | --------------- | ------------------ | ------------------ | ------------------ | ----------- | ----------- | ----------- | ------ | ------ |
| 2004-2005           | Montpellier         | L2                  | 1          | 0          | CdF+CdL         | -               | -               |                    | -                  | -                  |             | -           | -           | 1      | 0      |
| 2005-2006           | Montpellier         | L2                  | 5          | 0          | CdF+CdL         | 1+0             | 0               |                    | -                  | -                  |             | -           | -           | 6      | 0      |
| 2006-2007           | Montpellier         | L2                  | 20         | 0          | CdF+CdL         | 0+1             | 0               |                    | -                  | -                  |             | -           | -           | 21     | 0      |
| Totale Montpellier  | Totale Montpellier  | Totale Montpellier  | 26         | 0          |                 | 2               | 0               |                    | -                  | -                  |             | -           | -           | 28     | 0      |
| 2007-2008           | Liteks Loveč        | A-PFL               | 14         | 0          | KB              | 5               | 0               | CU                 | 1                  | 0                  | SK          | 0           | 0           | 20     | 0      |
| 2008-gen. 2009      | Liteks Loveč        | A-PFL               | 8          | 0          | KB              | 1               | 1               | CU                 | 1+2                | 0                  | SK          | 1           | 0           | 13     | 1      |
| Totale Liteks Loveč | Totale Liteks Loveč | Totale Liteks Loveč | 22         | 0          |                 | 6               | 1               |                    | 4                  | 0                  |             | 1           | 0           | 33     | 1      |
| gen.-giu. 2009      | Évian TG            | CN                  | 12         | 1          | CdF             | -               | -               |                    | -                  | -                  |             | -           | -           | 12     | 1      |
| 2009-2010           | Évian TG            | CN                  | 29         | 0          | CdF             | 2               | 0               |                    | -                  | -                  |             | -           | -           | 31     | 0      |
| 2010-2011           | Évian TG            | L2                  | 26         | 3          | CdF+CdL         | 2+2             | 0               |                    | -                  | -                  |             | -           | -           | 30     | 3      |
| 2011-2012           | Évian TG            | L1                  | 33         | 3          | CdF+CdL         | 3+1             | 1+0             |                    | -                  | -                  |             | -           | -           | 37     | 4      |
| 2012-2013           | Évian TG            | L1                  | 20         | 0          | CdF+CdL         | 4+1             | 1+0             |                    | -                  | -                  |             | -           | -           | 25     | 1      |
| 2013-2014           | Évian TG            | L1                  | 25         | 1          | CdF+CdL         | 1+3             | 0+1             |                    | -                  | -                  |             | -           | -           | 29     | 2      |
| 2014-2015           | Évian TG            | L1                  | 26         | 1          | CdF+CdL         | 1+1             | 0               |                    | -                  | -                  |             | -           | -           | 28     | 1      |
| Totale Évian        | Totale Évian        | Totale Évian        | 171        | 9          |                 | 21              | 3               |                    | -                  | -                  |             | -           | -           | 192    | 12     |
| 2015-2016           | Le Havre            | L2                  | 35         | 1          | CdF+CdL         | 0+1             | 0               |                    | -                  | -                  |             | -           | -           | 36     | 1      |
| 2016-2017           | Le Havre            | L2                  | 28         | 0          | CdF+CdL         | 1+2             | 0               |                    | -                  | -                  |             | -           | -           | 31     | 0      |
| Totale Le Havre     | Totale Le Havre     | Totale Le Havre     | 63         | 1          |                 | 4               | 0               |                    | -                  | -                  |             | -           | -           | 67     | 1      |
| 2017-2018           | Orléans             | L2                  | 32         | 4          | CdF+CdL         | 0+2             | 0               |                    | -                  | -                  |             | -           | -           | 34     | 4      |
| 2018-2019           | Orléans             | L2                  | 29         | 0          | CdF+CdL         | 3+1             | 0               |                    | -                  | -                  |             | -           | -           | 33     | 0      |
| 2019-2020           | Orléans             | L2                  | 19         | 0          | CdF+CdL         | 1+0             | 0               |                    | -                  | -                  |             | -           | -           | 20     | 0      |
| Totale Orléans      | Totale Orléans      | Totale Orléans      | 80         | 4          |                 | 7               | 0               |                    | -                  | -                  |             | -           | -           | 87     | 4      |
| Totale carriera     | Totale carriera     | Totale carriera     | 362        | 14         |                 | 40              | 4               |                    | 4                  | 0                  |             | 1           | 0           | 407    | 18     |

## Palmarès

### Club

#### Competizioni nazionali
- Kupa na Bălgarija: 1

Liteks Loveč: 2007-2008
- Championnat National: 1

Évian TG: 2009-2010
- Ligue 2: 1

Évian TG: 2010-2011

### Nazionale
- Campionato d'Europa Under-19: 1

2005